# 臺北市立第一女子高級中學
臺北市立第一女子高級中學（縮寫：TFG），簡稱北一女中、北一女、北一、一女中， 舊稱臺北第一高女。其位於臺灣臺北市中正區的博愛特區，為北市六省中之一。

## 校史

### 日治時期
1904年（明治37年），日人籌設「臺灣總督府國語學校第三附屬高等女學校」。
1907年，改名為「臺灣總督府中學校附設高等女學校」，
1909年9月，改名為「台灣總督府高等女學校」。
1917年，於臺南設立分校「臺灣總督府高等女學校分校」，稍後獨立設校。即今國立臺南女子高級中學。
1919年，日本內閣發布「台灣教育令」，改名為「公立臺北女子高等普通學校」。
1921年，改名為「臺北州立臺北第一高等女學校」。學校原址為臺北府文廟（臺北府孔廟）
1922年，「台灣教育令」第2次修改頒布，第一高女開始招收台籍女生（日人：台人約16：1），學生必須通過競試篩選才能就讀。
1923年，台北第一高女率先開辦「女泳隊」，並於翌年開始舉辦臨海教學。

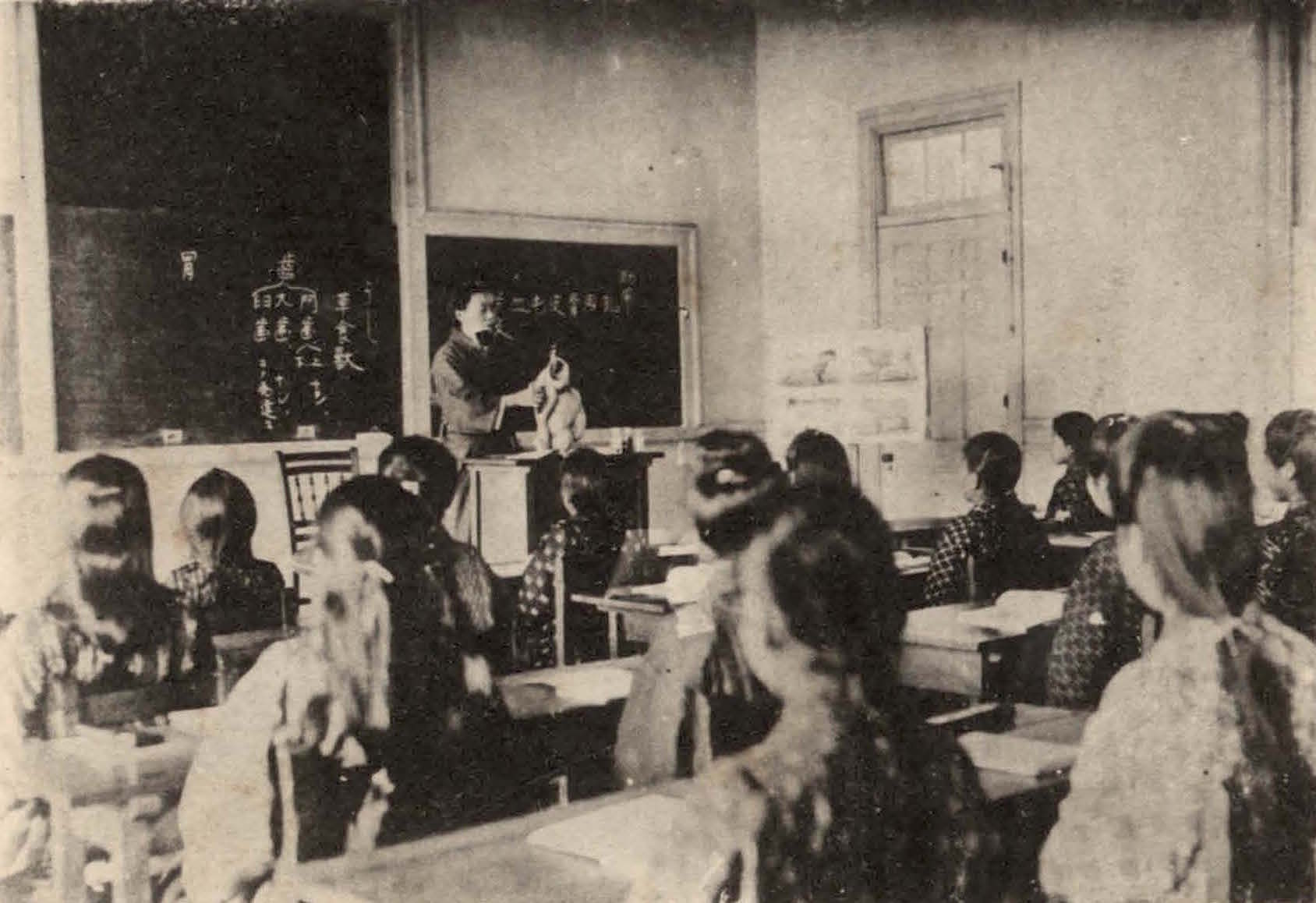
理科上課一景

1924年，清水儀六校長帶領學生攀登海拔3952公尺的台灣第一高峰「新高山」（玉山）攻頂成功，北一女學生成為台灣最早登上玉山的女學生。當時在台北新公園，放映學生登山實況的紀錄影片。根據報紙的轉述，前往觀看的市民高達三萬人，在當時造成轟動，並開啟台灣女性登高山活動的風氣之先。
1937年，第二次世界大戰爆發，開始實行皇民化運動，全校都籠罩在戰爭的陰影下。學生常要參加勞動服務，並施以學生軍事訓練。
1945年，學校遭到美軍空襲，全校滿目瘡痍。校長伊藤仙藏在巡查校務時不幸殉職。

### 戰後時期至今
二次大戰結束，中華民國政府接收台灣，遣返日人。政府將學生剩餘一百五十多人的台北第一高女、與剩餘數十人的第二高女、及剩十餘人的第四高女合併為「台灣省立台北第一女子中學」，設有高中部及初中部。12月12日，國民政府任命胡琬如女士為戰後北一女第一位校長，北一女將此日訂為校慶。
1946年，戰後第一首校歌啟用，其由胡婉如校長作詞，高約拿先生作曲。
1948年，教育部長朱家驊率團來台視察，將北一女評為全中國39所優良示範中學之一。（台灣有兩校入選，另一所學校為臺中一中。）
1949年，開辦夜間部，至1953年結束。
1950及1960年代間，接收建國中學、師大附中（1983年重新招收女生以前）、市立女中高中部（今臺北市立金華國民中學）等校之最末屆女生。
1952年，制服由白衣黑裙改成綠衣黑裙。
1953年，由江學珠校長作詞，蕭而化先生作曲的新校歌取代原校歌，並使用至今。
1954年，增設夜間部初中。
1955年，增設夜間部高中、新店分部（高中、初中）。北一女少數的男性校友，即是就讀新店分部之初中部，制服為綠上衣、卡其褲。
1961年，為配合臺灣省政府教育廳頒佈的「省辦高中，縣市辦初中」政策，停辦初中部。（仍有補校初中）
1964年，新店分部學校易名為臺北縣立五峰初級中學（現新北市立五峰國民中學）。
1967年，臺北市改制為直轄市，同年7月改名「臺北市立第一女子高級中學」。
1968年，補校初中停招。
1971年，增設空中補校，1973年停招。
1980年，夜間部停止招生。
1983年，開辦數理資優班，為全台灣最早成立的高中資優班之一。
1999年，補習學校改名為進修學校，隔年停招。
2004年，開辦人文社會資優班，為全國最早成立的人文社會資優班之一。
2018年，開辦科學班，與國立臺灣大學、國立臺灣師範大學合作。
2025年， 北一女老師區桂芝接受中國中央電視台採訪，批評賴清德總統將中國定調為「境外敵對勢力」，遭民眾檢舉，雖北市府經調查區並未違反教育中立。但網路上流傳疑似校長陳智源於校內發布聲明，內容提及北一女校風自由民主，在不違反法律規定前提下，包容多元意見並尊重不同立場，但考量近日兩岸關係緊張，禁止校內教職員工接受中華人民共和國所屬官媒採訪。

## 歷任校長[6]
| 日據時期 |          |                      |                    |  |  |  |
| 任別     | 姓名     | 就職時間             | 備註               |  |  |  |
| 第1任    | 尾田信直 | 1907年~1918年        |                    |  |  |  |
| 第2任    | 秋吉音治 | 1919年~1921年        |                    |  |  |  |
| 第3任    | 清水儀六 | 1921年~1931年        |                    |  |  |  |
| 第4任    | 浮田辰平 | 1931年~1937年        |                    |  |  |  |
| 第5任    | 松井實   | 1937年~1942年        |                    |  |  |  |
| 第6任    | 伊藤仙藏 | 1942年~1945年        |                    |  |  |  |
| 第7任    | 三浦武治 | 1945年6月~1945年9月  |                    |  |  |  |
| 民國時期 |          |                      |                    |  |  |  |
| 第8任    | 胡琬如   | 1945年12月~1947年8月 |                    |  |  |  |
| 第9任    | 王超筠   | 1947年8月~1948年7月  |                    |  |  |  |
| 第10任   | 陳士華   | 1948年8月~1949年7月  |                    |  |  |  |
| 第11任   | 江學珠   | 1949年7月~1971年     |                    |  |  |  |
| 第12任   | 鄭璽璸   | 1971年~1978年        |                    |  |  |  |
| 第13任   | 鄧玉祥   | 1978年~1985年        |                    |  |  |  |
| 第14任   | 呂少卿   | 1985年~1990年        |                    |  |  |  |
| 第15任   | 丁亞雯   | 1990年~1996年        | 訓導主任直升為校長 |  |  |  |
| 第16任   | 鄭美俐   | 1996年~2000年        |                    |  |  |  |
| 第17任   | 陳富貴   | 2000年~2005年        |                    |  |  |  |
| 第18任   | 周韞維   | 2005年~2009年        |                    |  |  |  |
| 第19任   | 張碧娟   | 2009年~2014年        |                    |  |  |  |
| 第20任   | 楊世瑞   | 2014年~2019年        | 首位校友校長       |  |  |  |
| 第21任   | 陳智源   | 2019年~現任          | 戰後首位男性校長   |  |  |  |

### 組織架構
臺北市立第一女子高級中學：核定總班級數71 班〈包括普通班、特殊班〉，教師預算員額數 181人，職員工人數38人 (含校長、職員、職工及約聘人員)，總計219人，下設3處4室1館

## 校訓
1934年（民國二十三年，昭和九年）第一高女創校三十周年，浮田辰平校長更易校訓「優、強、淑」為「正、強、淑」，並泐石立碑。此碑取材溪石，質地堅硬，鐫字靈秀，安置於光復樓入口右方，學生進出均須行禮致敬。
「公誠勤毅」校訓是1949年（民國三十八年）接掌北一女的江學珠校長所定，表現她重視學子的胸襟器識、涵養操守毅力的教育理念。
在校園中的綠園南端的「公誠勤毅碑」，乃1998年（民國八十七年）創校95周年時鄭美俐校長所置，為名家杜忠誥所書。此石取材安山岩，鐫字虯勁有力。

### 校呼
|  | 唯天為大 如日方中 英姿煥發 北一女中 |

## 校內建築及景觀

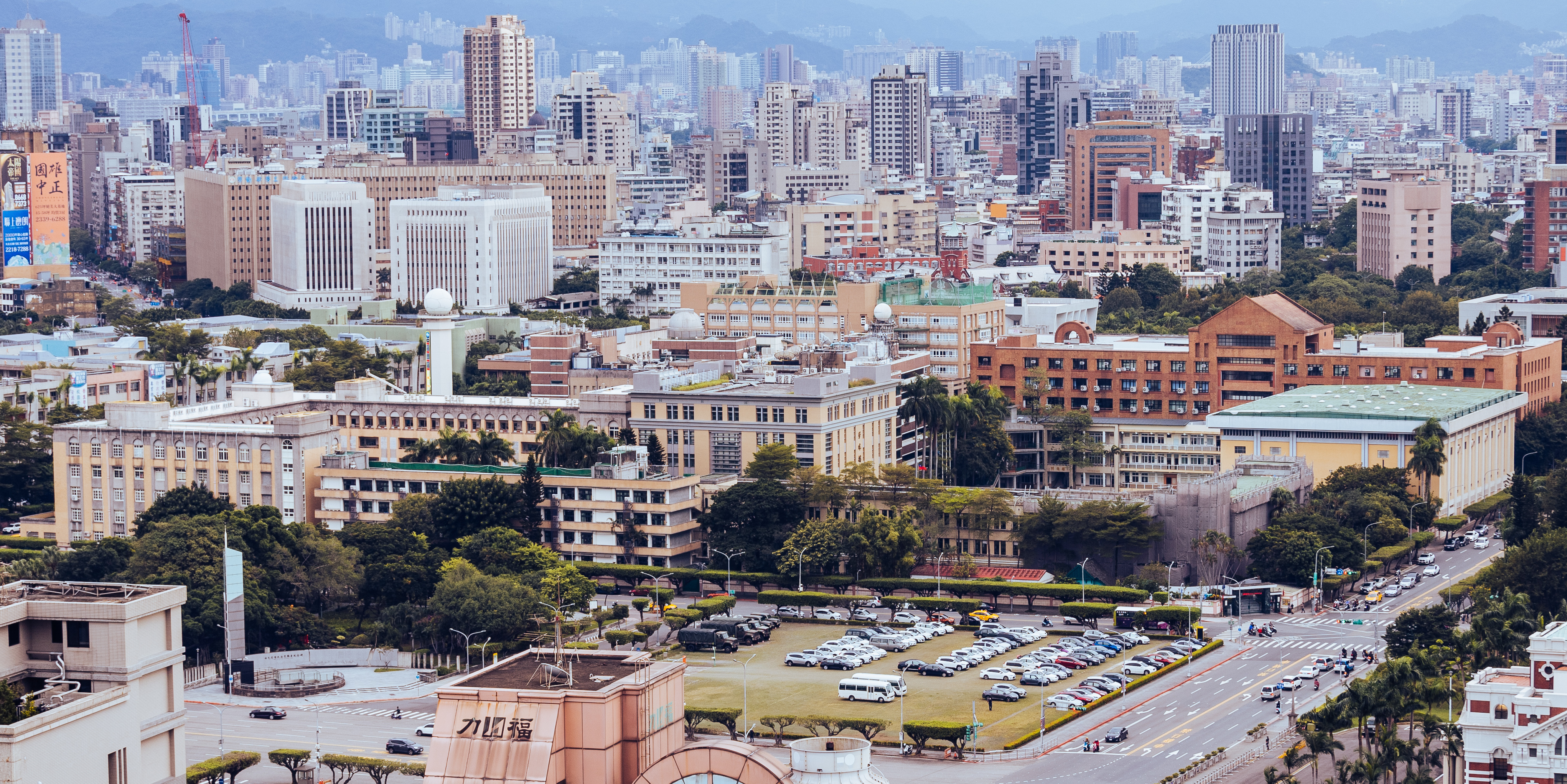
北一女中校園全景

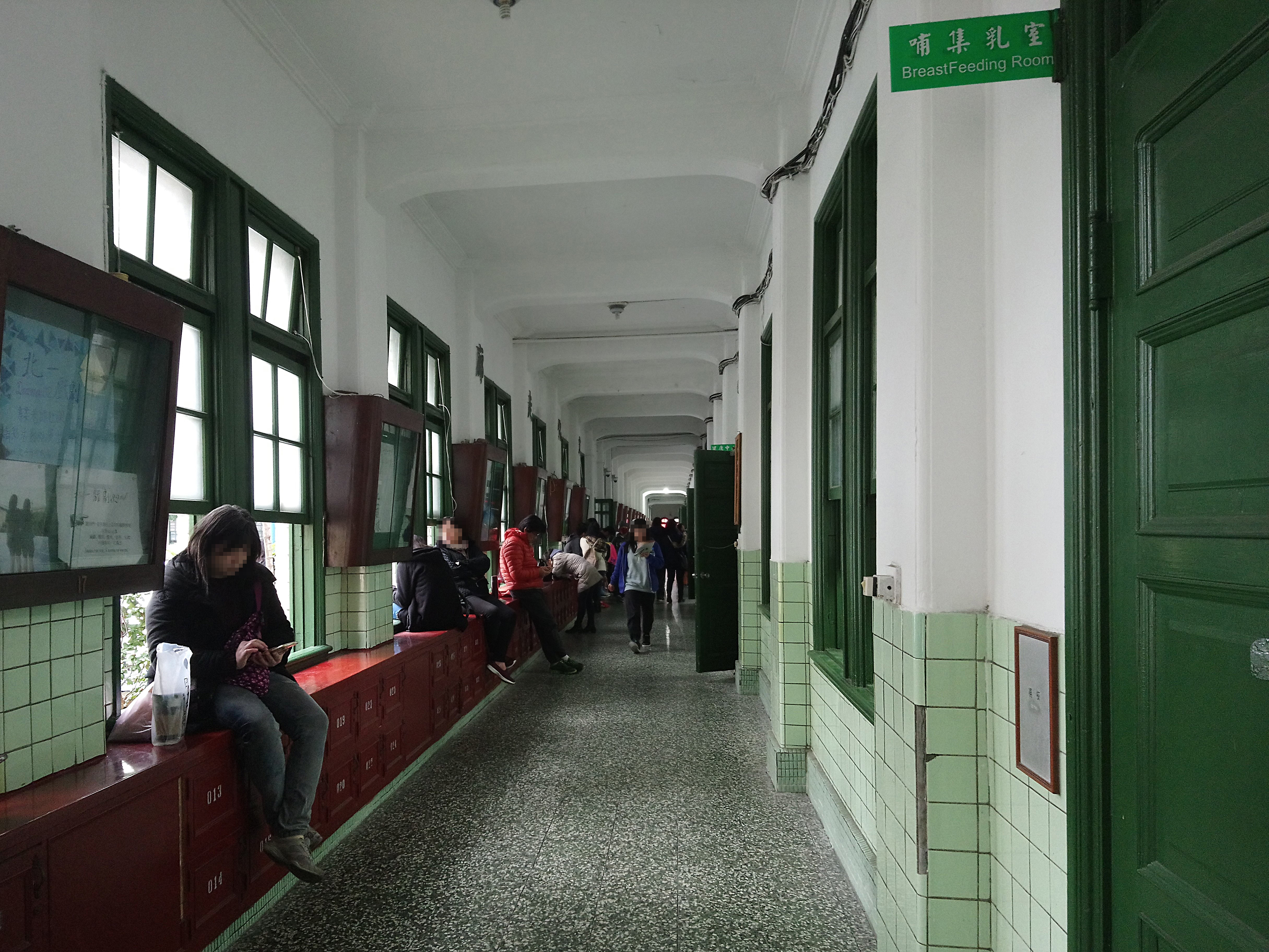
光復樓走廊

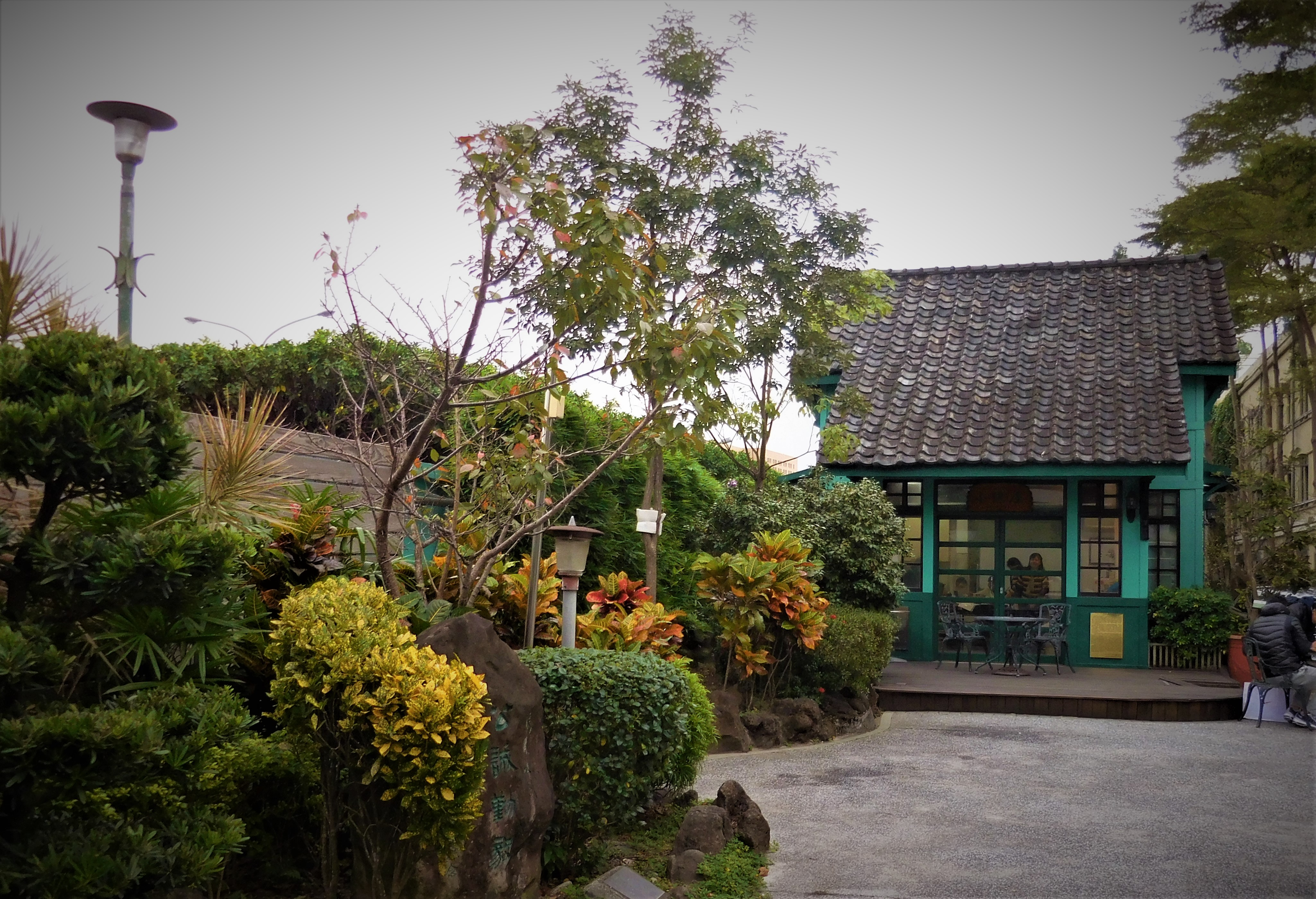
臺北第一高女校門邊的小綠屋

- 光復樓：

臺北市直轄市定古蹟，建於1933年（昭和8年）。與司令台連成一體，是各處室以及高三教室主要所在地。光復樓古色古香，但也陰暗潮濕，甚至相傳有鬼故事。建築呈L形，轉角處在二次大戰期間曾遭轟炸（伊藤仙藏校長即在該處罹難），故該處土質特別鬆軟，整棟建築因此以轉角處為最低點傾斜。
傾斜程度在光復樓內，可用肉眼或滾動物體而輕易察覺（以講台最為明顯，即使將它推回靠牆，坐一段時間它仍然會滑出），建築中段的地面亦有裂縫。1999年九二一大地震後，建築物的情況曾引起學生恐慌，但校方請專人探勘後，認為光復樓尚可安全使用無虞，惟加蓋的第四層須拆除。四樓拆除工程於2010年七月開始動工，同年十二月七日正式完工。
- 至善樓：

校內最大的建築物，呈ㄇ字型。地下有二樓，地上有五樓。建築體連接到扇形廣場、中正樓（地下一層，地上四層）及學珠樓、室內溫水游泳池。容納天文科學教學用的天文台及星象室、電腦教室、各自然學科的實驗室、各科視聽教學教室、藝能科教室、高二及高一教室、教師辦公室，地下室有合作社、演講廳、社團練習教室。一至五樓皆有班級教室，五樓另有星象教室、美術教室、地科專科教室，四樓有國文專科教室、咖啡座等其他專科教室、三樓有各實驗室、生物及物理辦公室、專科教室、二樓有電腦教室、實驗室、機研社辦、資訊組，一樓輔導室、公民專科教室、教師會、資源教室、設備組等。地下一樓為合作社，吉他社辦兼軍護教室、游泳池看臺、地下二樓有演講廳、游泳池、停車場、口琴社辦、機房及童軍團部
- 中正樓：

一到三樓為高一教室，四樓為高三教室，地下室為臨時圖書館及教師用托兒所。在廢除夜間部及補校之前，二、三、四樓曾為高一日校，與夜間部及補校高一、二學生共同使用，後期中正樓四樓為補校高三教室。於2011年起，因應學珠樓新建工程，原位於地下室的社團教室改為臨時圖書館。
- 明德樓：

明德樓隔著操場，孤懸在校園的另一側，和其他大部分的建築物遙遙相對，與中央氣象局為鄰。為音樂科藝能教室及高一教室，地下室為國樂團練習的場地。1954年，明德樓東棟完工，其興建經費主要來自美援，原本為初中部教室，後為僑生宿舍，後再為教室。1983年明德樓西棟六間教室開始施工，隔年東棟再加整修，形成現在所見的建築。2009年增建電梯，而於2010年完工。
- 學珠樓：

為舊圖書館拆除後，取而代之的新圖書資源大樓。為地上六層地下二層之建築。地面以上有圖書館（二、三樓）、資訊教室（五樓）、視聽教室、會議場所等設施，地下室主要作為自習室及展演空間。已於2016年4月19日正式開幕啟用。
- 金字塔廣場：

簡稱金廣，位於ㄇ字型至善樓的中間，地面舖瓷磚。廣場上有藍色的仿玻璃金字塔，可讓陽光傾洩至地下的溫水游泳池水面。
- 扇形廣場：

簡稱扇廣，為各項活動的重要據點。二樓為扇形的會議室。三樓為扇形的陽台，種有許多花草，暱稱空中花園。
- 活動中心：

可容納全校師生的活動中心，是三層樓的建築。同棟建築內附設熱食部，曾有水果部。地下室為樂儀旗隊、舞蹈性社團的雨天練習場地。
- 操場：

北一女雖然是台北市最早擁有PU跑道的公立高中之一。於2016年將跑道翻新成天藍色跑道
- 小綠屋：

已有30多年歷史，原為退休同仁聯誼會辦公室，2007年由家長會改建，坐落於菁圃旁邊，古色古香，裡面設置沙發及吧台。現為極光詩社社團辦公室。
- 菁圃：

位於小綠屋的後方，旁為弦樂團、辯論社、漫畫研習社共用社團辦公室及體能訓練室的所在地。
- 三石
  - 正強淑碑：
原立於1934年，上銘有「正強淑」三字校訓的漢字及日文字對照。日治時期置於學校正門口小花圃，學生進校門時須向其行禮。現置於竹林內。
  - 公誠勤毅碑：
立於1998年。「公誠勤毅」校訓為江學珠校長所訂。
  - 菁圃石：
立於1989年。取自詩經「菁菁者莪」，樂見賢才之意。

歷史中的建築景觀
- 敬學堂：

位於圖書館、中正樓、至善樓之間，現已拆除變為維也納森林。為高一及初中部教室，是作家陳若曦、朱天心等老校友在著述中共有的回憶。
- 舊至善樓：

至善樓的前身，曾為夜間部及補校高三之專用教室，後為日間部高三教室。引用「大學之道，在明明德，在親民，在止於至善」的巧妙雙關之意，據老校友回憶，此為江學珠校長的構想。後亦曾作為僑生及外縣市生宿舍。舊至善樓晚上總是燈火通明，映在前面露天游泳池的水面上，形成老校友難忘的夜景。
- 圖書館：

三層樓建築。一樓放報紙、工具書及各類型圖書、以及資訊檢索區，二樓為校史室及各類型圖書，三樓有視聽教室、個人視聽座及期刊、剪報等類型資料。北一女是最早啟用線上圖書目錄查詢的台北市公立高中之一。已於2011年7月拆除，並於同地點建新圖書館，命名為「學珠樓」紀念江學珠校長對學校的貢獻。

## 學生活動

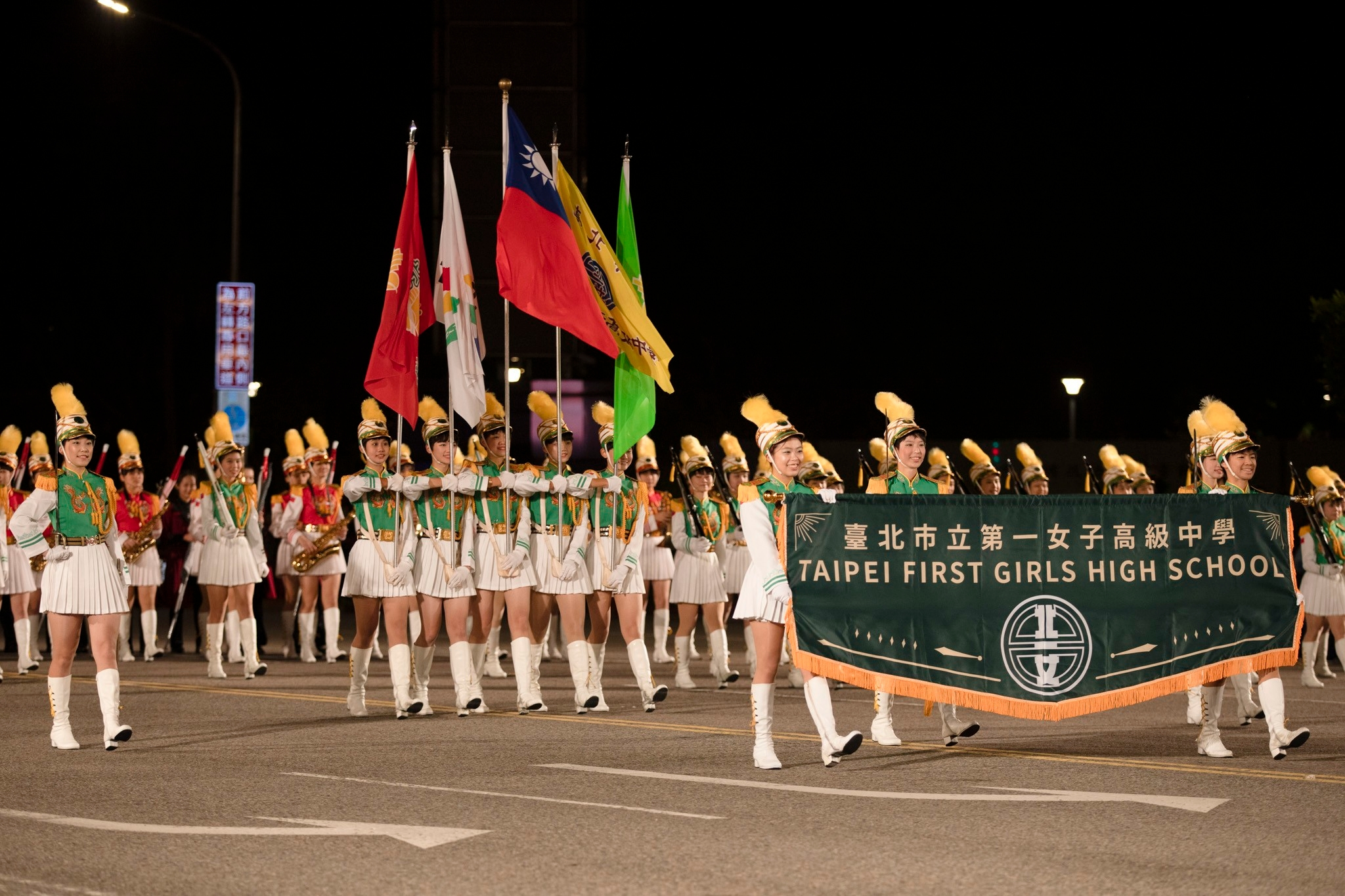
北一女樂儀旗隊

- 班聯會（Student Council）

成立於1941年，是以統籌班級、社團、學校間良好關係為目標之組織，扮演學生和學校之間的橋樑，受班代大會之監督。主辦學校各大小活動：校慶舞會、校慶晚會、社團聯展、電影欣賞節。每年公開徵稿方式製作校慶紀念品。2009年始與建中聯合開辦「建北聯合特約商家」之活動。目前屆數為北一班聯85屆吉娃娃，現任主席為李珮瑜，副主席為陳稚涵。
- 畢聯會

由高三學生組成，負責畢業典禮、畢業紀念冊等相關事務的準備策劃與執行。
北一女中的社團活動興盛，有超過六十個社團，性質各不相同，大略分為以下十類。
自治類
- 綠衣使節

為校內接待外賓的正式組織，高一學生經甄選後，於高二正式加入
- 綠覺醒－北一公民論壇

非正式社團，屬校內異議性組織。不定期舉辦演講、活動，讓校內學生參與社會議題之討論。
學術類社會組
- 語言大眾傳播社（LC）
- 辯論社（Debate Club）
- 圖書資訊社（Library Science Club）
- 英語研習社（English Study Club）
- 英語辯論社（English Debate Club）
- 日本文化研究社（JPFC）
- 生命研究社
- 韓國文化研究社（KR）
- 投資理財社（IMM）
- 英語城市導覽社（Taipei City Walker）

於2020年成立，主要透過英語散步導覽與舉辦國際論壇等活動積極推廣文化議題之國際交流。
- 腦力開發研究社（Board Game Club）
- 青年議會社（Youth Parliament）

於2010年仿造英國UKYP所創立，著重於時事討論與公民議題。
學術類自然組
- 機器人研究社 （Robotics Study Club）

以STEM教育為宗旨，注重團隊合作、實踐和整合各科理論。參與國際機器人大賽FIRST Robotics Competition，組成隊伍Team 6191 RoboKryptonite。
- 科學研習社（Science Club）

為北市六校七社科學聯盟（UCS）成員（另外六社為：建中科研、建中物研、附中自科、成功自科、中山自科、景美自科）。曾為北一最大型社團之一，後有生研及地科社分支而出。過去分為數學組、物理組、化學組、生物組、地球科學組、人文社會組、資訊組。現在則是分為數學組、物理組、化學組、生物組、地球科學組、人文社會組、實驗組。
- 資訊研習社（Information Study Club）

電腦軟體、程式語言等。與建中電研為長期合作夥伴，兩社並稱「建北電資研（CKEFGISC）」。
- 生物研習社（Biology Club, TFGBC）

分為動物組、植物組、分子生物組、醫學組、生態組。與建中生研長期合作，合稱建北生研(TFGCKBC)，每年在寒暑假期間合辦建北生研聯合暑訓與寒訓，平日額外社課也常由二社幹部共同教學。
- 天文與地球科學研習社（OGAS）

有關天文、大氣、地質、海洋的觀測、儀器等等。與建中天文、中山地科、萬芳天文合稱「北集星」。
- 腦力開發研究社

各種益智遊戲和桌上遊戲，例如卡卡（Quadra）、多明諾骨牌（Domino）、格格不入（Blokus）、海龜湯……。
- 數學研究社（MS）(已倒社)

北台灣高中數研聯盟(NMS)成員之一（另外三社為中山數學研究社，市大同數學研究社，永春數學研究社）。
- 推理研究社（FCI）

FCI爲Fantastic Club of Inference之縮寫，是一個以Free、Fun、Fantastic爲社團宗旨的新創社團。
- 化學實驗社(CE)

少女防火志工、實驗技術訓練、化學化工相關業界參訪等。
- AI研究社 (TFGAI)

106學年度成立，主要研究AI相關的程式製作。
才藝類
- 劇場作品戲劇社（已倒社）
- 攝影社（PC）

為北區聯合九校攝影社（NUPC）成員（北聯九校：北一女中、中山女高、景美女中、建國中學、師大附中、永春高中、大安高工、新莊高中、中和高中）。
- 手語社（SLC）（已倒社）
- 漫畫研習社（CRC）
- 橋藝社（BC）
- 弈林社
- 魔術社（Magic Club）
- 布袋戲研習社
- 圍棋社
- 電影欣賞社
- 點心社（Dessert Club）
- 美術研習社（Art Club）
- 食物研究社（Food Study Club）

文學類
- 青年社

負責校刊的製作。
- 極光詩社（已倒社）

音樂類
- 弦樂社（String Orchestra）

至今為第31屆。為北一女中歷年參加「臺北市學生音樂比賽」與「全國學生音樂比賽」弦樂合奏組的主要成員來源，屢獲佳績，為校爭光，於104及105學年度連續兩年獲得特優第一名的成績，並於106學年度的臺北市學生音樂比賽再度奪得特優第一名。弦樂社成員也會組成室內樂參與臺北市及全國學生音樂比賽，並屢次獲得佳績及肯定。與建中管弦樂社，中山女中弦樂社，成功高中弦樂社，松山高中弦樂社，松山工農弦樂社等社團組成六校管弦大家庭，共同舉辦迎新、聖誕晚會、寒暑訓、送舊等多元活動，在各樣的活動中增進音樂實力及交流，並培養深厚的革命情感。北一女中弦樂社以對音樂的熱愛為結合的媒介，期許能用音樂的力量感動他人、產生共鳴，發揮音樂抒發情感的功能，屬於沒有學姐妹制度的自由社團，並以溫馨的社團氣氛自豪。
- 合唱團（Chorus）

曾經多次復活，於105學年度全國師生鄉土歌謠比賽二度首演作曲家林松樺的《看一隻鳥仔》榮獲全國特優第二名，並受邀於第56級校友的50重聚演出。以溫馨而無學姐學妹制的社團氣氛為特色。
- 國樂團（CO）
- 口琴社（Harmonica Club）

1953年成立，社團涵蓋口琴獨奏、四重奏、大合奏。
- 吉他社（Guitar Club）

自彈自唱的演奏模式。
- 熱門音樂社（Rock Music Club）

由多種樂器(電吉他、電貝斯、爵士鼓、鍵盤……)及人聲共同演奏，以各種曲風展現北一的搖滾魂。與建中熱音、景美熱音、成功音創、中山炫音及附中吉他共同組成的六校熱音大家庭。
- 流行音樂社（Pop Music Club）

以演唱流行歌曲為主流，由學姊教導學妹唱歌技巧並定期進行驗收，社內活動多樣且於各種舞台參與演出，與建國中學、松山高中、景美女中、華江高中四校之流行音樂社結成友社，為「五校流音」，定期聯合舉辦各種活動與表演，包含主辦「流音之星全國高中職歌唱暨創作大賽」。
- 音樂創作社（MCC）

提供樂器與樂理教學、編曲與創作練習，並引導學妹創作歌曲，所有表演曲目皆為成員原創歌曲。
- 室內樂社（已倒社）

於2012年創立。
- 民吉社(Acoustic Guitar)
- 嘻哈文化研究社（Hip-Hop Club）

服務類
- 綠意生活社（Green Life）
- 童軍國際探索社（Scout Troop/Venture Crew/Scouts' International Exploration Club）

即童軍團。台北市109團（北一女中躍羚童軍團）包含高中部的行義童軍團及大學學姊組成的羅浮群，為中華民國極少數全由女生組成的行義童軍團。活動多元，除了童軍技能學習、團隊合作活動、童軍精神等傳統童軍內容教學，尚包括野外求生、領導技能、溯溪、跳海、垂降、溜索、露營、海外自助式旅行、國際交流、服務學習等多元活動。目前和大理高中楓之鷹童軍團、雙園國中北極熊童軍團、市立大學附小童軍團共同組成童軍I.E.C聯盟。現由李勇毅團長帶領。
- 環保義工社
- 春暉社
- 童軒康輔社（Kidland Club）
- 傳愛社

舞蹈類
- 舞蹈社（Dance Club）

舞風偏向爵士舞、拉丁舞、現代舞。
- 有氧適能社（AERO）（已倒社）

舞風結合有氧、街舞、拉丁舞、拳擊。
- 街舞社（BG）

舞風包括HIP HOP、JAZZ
- 國際標準舞社（Ballroom Dance Club）

和建中國際標準舞社為友社，合稱建北國標（CTBD），每年都會舉辦聯合舞會。由於許多已畢業校友對建北國標的熱愛，因此紛紛在自己所就讀的大學創建國標社，例如：台大國標。建北國標可說是眾多著名大學國標社的根源。值得一提的是，建北國標是台北市公立高中唯一的國標舞社。
- 鎖舞社（Lockin Club）

體育類
- 跆拳社（Tae Kwon Do Club）
- 棒球社（Baseball Club）（已倒社）
- 籃乙(TFG Lanyi)
- 籃甲

由體優生組成的籃球隊，常代表北一女中進行校外籃球比賽。
- 排球隊（現已改為排球社）
- 民俗體育社（Folk Sports Club）

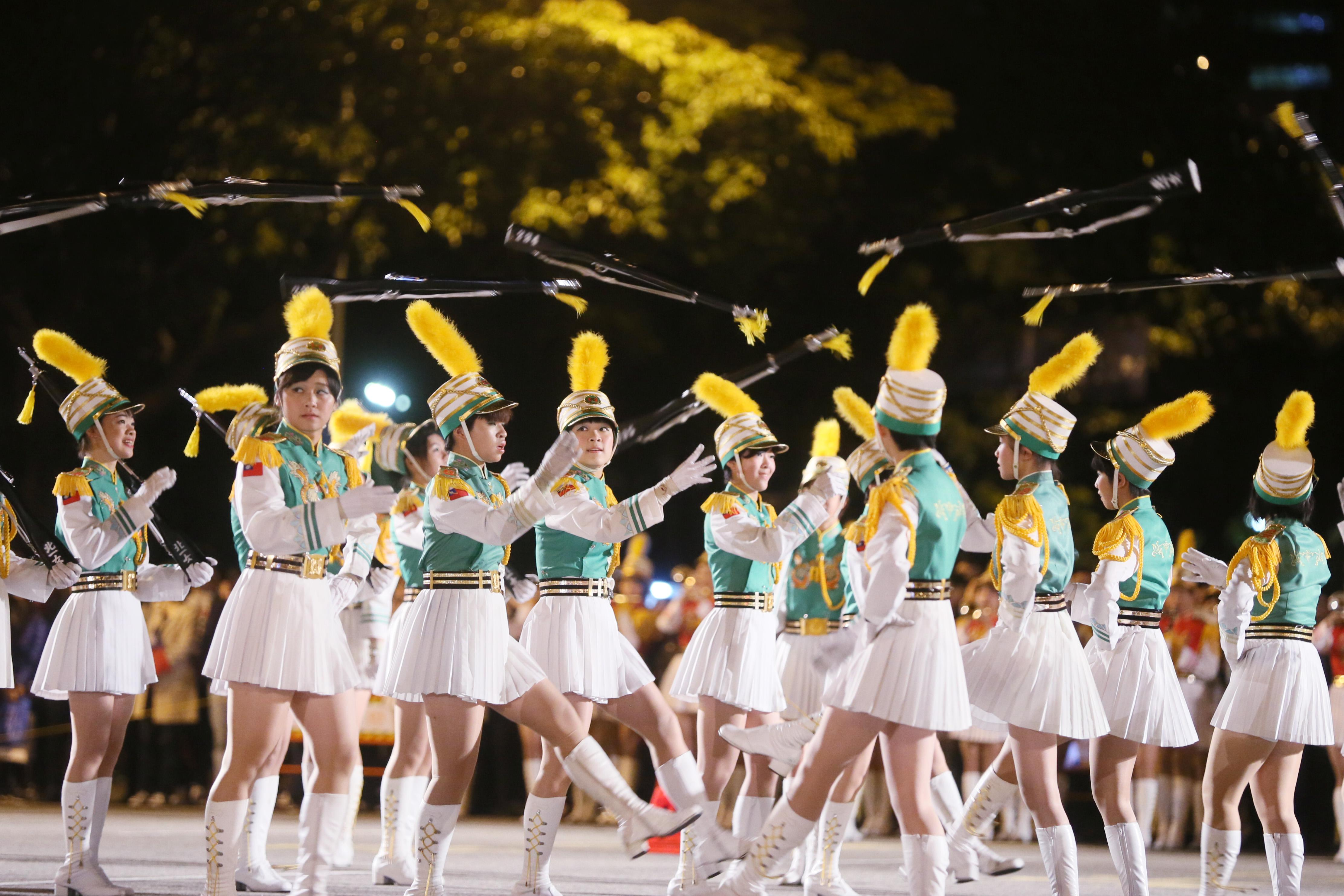
北一女儀隊操槍表演

- 滑板社（Skate Club）
- 羽球社（Badminton Club）
- 游泳社
- 瑜珈社

樂儀旗隊
- 樂隊（Marching Band）

隊呼為「北樂北樂、超群卓越、北樂之光、無遠弗屆」。創立於1959年，由畢學富教練帶領至四十九屆，由黃明豐教練與何康國教授帶領至五十六屆，第五十七屆開始由陳俞州老師、王戰老師、與范家銘教練共同帶領。會視各屆情況設立室內管樂團（Concert Band）。
- 儀隊（Honor Guard）

隊呼為「唯天為大、如日方中、北儀既出、誰與爭鋒」。創立於1963年，從第一屆由余世湘教練執教，後交予楊先鐸教練帶領至第四十七屆。教練楊先鐸先生，於民國100年2月7日，上午四時左右，因肺炎引發多重器官衰竭，病逝於新店耕莘醫院。現任教練林立先生，於民國100年7月接任，從第四十八屆起帶領至五十二屆。從五十三屆開始，由戴鴻堯教練以及鄭顆澧助教帶領。
- 旗隊（Color Guard）

隊呼為「北旗北旗、天下無敵、傲視群雄、世界第一」。創立於1998年，隊慶2月2日。主要是以旗、槍、刀、舞紗等道具融合舞蹈來表演。現任教練為畢業之學姐周怡婷學姐、呂雅婷學姊，以及建中旗隊教練黃源傑學長。北一女樂儀旗隊是一支馳名海內外的美麗隊伍，不僅在國內重要活動慶典上表演，也經常受邀到世界各國作國際文化交流的巡迴演出。所到之處，不僅吸引眾人目光及贏得各界的掌聲與鼓勵，更讓國際友人對台灣留下美好深刻的印象與回憶。
參與過的國際性演出
- 1970年　日本萬國博覽會
- 1977年　亞洲遠東區國際青棒、青少棒比賽開幕式
- 1981年　明尼蘇達水上節、十一州交流訪問
- 1986年　南非約翰尼斯堡建堡百年慶
- 1992年　赴北京、南京、上海和蘇州等進行交流訪問
- 1995年　美國加州107屆玫瑰花車遊行
- 1997年　日本東京第30屆銀座祭遊行
- 1999年　英、法兩國巡迴表演
- 2005年　美國加州116屆玫瑰花車遊行
- 2006年　美國獨立紀念230周年國慶遊行
- 2007年　英國愛丁堡軍樂節
- 2012年　奧地利中歐管樂節
- 2013年　法國巴黎音樂節
- 2014年　奧地利中歐管樂節
- 2015年　奧地利中歐管樂節暨維也納市政廳前展演活動
- 2019年　加拿大卡加利牛仔節、世界樂旗隊大賽觀摩演出
- 2023年　美國加州134屆玫瑰花車遊行
- 2024年    加拿大卡加利牛仔節

由於種種原因，而已經解散的社團：
已不存在之社團
- 園藝社
- 三民主義研究社
- 學術研究社（ARC）
- 女性研究社
- 動力機械社
- 書法社
- 國畫社
- 西畫社
- 視覺造型社
- 緞帶花社

過去每年會負責設計中國結胸花，並派社員至高一各班教學，讓所有高一將自製中國結畢業胸花，送給高三直屬學姐。
- 采風詩苑
- 愛樂社
- 及幼社
- 慈幼社
- 菁圃管理委員會
- 土風舞社
- 滑輪社
- 歷史研究社
- 雙關幽默研究社: 又名冷笑話研究社

## 校服
最初的制服為白色上衣搭配黑色裙子。然而在1952年，因應當時兩岸局勢緊張，時任校長江學珠女士考量學校地處台北市中心、鄰近總統府，為降低在空襲中受攻擊的風險，決定將制服改為與周遭樹木顏色相近的深綠色上衣搭配黑色裙子，期望能在視覺上與環境融合，使制服成為學生的「保護色」。此後，綠色制服沿用至今。
制服款式與臺中女中相同，只是差別在於北一女的口袋位置在胸前，臺中女中則是腰上。另外，繡字金色為北一女中特徵，臺中女中則繡銀字。

## 籃球校隊戰績
| 學年度    | 名次   |
| 86學年度  | 第七名 |
| 87學年度  | 第七名 |
| 88學年度  | 第六名 |
| 89學年度  | 第五名 |
| 90學年度  | 第六名 |
| 91學年度  | 第七名 |
| 92學年度  | 第四名 |
| 93學年度  | 第三名 |
| 94學年度  | 第四名 |
| 95學年度  | 第三名 |
| 96學年度  | 第五名 |
| 97學年度  | 第五名 |
| 98學年度  | 第五名 |
| 99學年度  | 第六名 |
| 100學年度 | 第一名 |
| 101學年度 | 第三名 |
| 102學年度 | 第三名 |
| 103學年度 | 第三名 |
| 104學年度 | 第五名 |
| 105學年度 | 第五名 |
| 107學年度 | 第四名 |
| 108學年度 | 第二名 |
| 109學年度 | 第四名 |
| 110學年度 | 第二名 |
| 111學年度 | 第二名 |
| 112學年度 | 第一名 |
| 113學年度 | 第一名 |

## 校友組織

### 校友會
- 台灣北一女校友會（母校）
- 南加州北一女校友會
- 北加州北一女校友會
- 波士頓區北一女校友會
- 大華府地區北一女校友會
- 中西部北一女校友會
- 休士頓北一女校友會
- 亞特蘭大北一女校友會
- 大紐約地區北一女校友會
- 落磯山區北一女校友會
- 美東南區北一女校友會
- 美國北一女校友基金會（ABAF， American Beiyinu Alumnae Association）
- 北一女加拿大校友會
- 綠會：

日籍校友在日本成立之校友會，由於日籍校友均年事已高，於百年校慶完成任務後功成身退。
- 日本北一女校友會
- 中國北一女校友會（上海地區，北京地區）
- 大學校友會：

北一女在台灣多數主要大學均有校友會運作。在部分大學成立北一女校友會（例如國立清華大學、部分海外地區），並與友校聯合舉辦活動；在部分大學則與建中共同組成建中北一女校友會（例如國立台灣大學、國立交通大學、國立成功大學、部分海外地區），簡稱建北會。

### 校友社團
- 青韵合唱團：

北一女中與建國中學校友所組成的青韵合唱團。1973年9月由「臺大建中北一女校友合唱團」改組而來。
- 北一成功校友國樂團：

北一女中與成功高中校友所組成的國樂團，每年八月定期舉辦公演。
- 北一女中校友交響管樂團：

以北一女中樂隊校友所組成的管樂團，於2002年成立並在台北市文化局登記立案，年度音樂會固定於每年8月舉行。

## 鄰近周邊
- 總統府
- 司法院
- 中央氣象署
- 臺北市立大學

## 出版
- 北一女百年特刊編輯委員會. . 正中書局. 2004-12-10. ISBN 9789570916584.

## 外部連結
- 臺北市立第一女子高級中學網站 （页面存档备份，存于）
- 臺北第一高女—文化部文化資產局 （页面存档备份，存于）